# Gran Premio d'Italia 1934
Il Gran Premio d'Italia 1934 (ufficialmente XII Gran Premio d'Italia ) è stato un Gran Premio automobilistico disputato all'autodromo di Monza il 9 settembre 1934. La gara è durata 116 giri.
Dopo gli incidenti mortali dell'anno precedente, si è deciso di tenere la gara in una configurazione diversa del tracciato, utilizzando il rettilineo principale (in entrambe le direzioni, unito da un tornantino molto stretto poco prima del traguardo), la curva sud dell'ovale alta velocità, la curva sud del circuito stradale e due doppie chicane; è la configurazione più lenta mai utilizzata a Monza. 

## Risultati
| Pos | N. | Pilota                                 | Vettura              | Giri | Tempo/ritiro                             |
| --- | -- | -------------------------------------- | -------------------- | ---- | ---------------------------------------- |
| 1   | 2  | Rudolf Caracciola Luigi Fagioli        | Mercedes-Benz W25    | 116  | 4h45'47"                                 |
| 2   | 10 | Hans Stuck                             | Auto Union A         | 115  | +1 giro 4h47m25.2s                       |
| 2   | 10 | Hermann zu Leiningen                   | Auto Union A         | 115  | +1 giro 4h47m25.2s                       |
| 3   | 14 | Carlo Felice Trossi Gianfranco Comotti | Alfa Romeo Tipo B/P3 | 114  | +2 giri 4h45m49.4s                       |
| 4   | 24 | Louis Chiron                           | Alfa Romeo Tipo B/P3 | 113  | +3 giri 4h45m49.2s                       |
| 5   | 8  | Tazio Nuvolari                         | Maserati 6C34        | 113  | +3 giri 4h46m46.4s                       |
| 6   | 30 | Gianfranco Comotti Attilio Marinoni    | Alfa Romeo Tipo B/P3 | 113  | +3 giri 4h47m27.8s                       |
| 7   | 20 | August Momberger Wilhelm Sebastian     | Auto Union A         | 112  | +4 giri 4h47m27.2s                       |
| 8   | 26 | Whitney Straight                       | Maserati 8CM         | 112  | +4 giri 4h47m27.6s                       |
| DSQ | 32 | Hans Ruesch                            | Maserati 8CM         | 105  | +11 giri Aiuto esterno                   |
| 9   | 16 | Earl Howe                              | Bugatti T51          | 104  | +12 giri 4h48m28.6s                      |
| Rit | 4  | Achille Varzi Mario Tadini             | Alfa Romeo Tipo B/P3 | 97   | Cambio                                   |
| Rit | 18 | Goffredo Zehender                      | Maserati 8CM         | 54   | Freni                                    |
| Rit | 28 | Hermann zu Leiningen                   | Auto Union A         | 54   | Esaurimento carburante                   |
| Rit | 12 | Luigi Fagioli                          | Mercedes-Benz W25    | 13   | Compressore volumetrico                  |
| Rit | 22 | Ernst Henne                            | Mercedes-Benz W25    | 2    | Surriscaldamento/Compressore volumetrico |
| DNS | 6  | Antonio Brivio                         | Bugatti T59          | 0    | Compressore volumetrico                  |